# Gran incursión de 2014
La gran incursión de 2014 tuvo lugar entre julio y agosto de ese año durante la durante la guerra en el este de Ucrania. Según la información oficial, las unidades de la 95.ª Brigada de Asalto Aéreo de Ucrania, reforzadas con activos de la 25ª Brigada Aerotransportada y la 30.ª y 51.ª Brigadas Mecanizadas, realizaron una incursión de 470 km, de los cuales 170 km estaban detrás de las líneas enemigas. Durante la redada, los paracaidistas de la 95.ª Brigada entraron en enfrentamientos armados con el ejército ruso.

## Ofensiva sobre Donetsk y Lugansk

### Julio

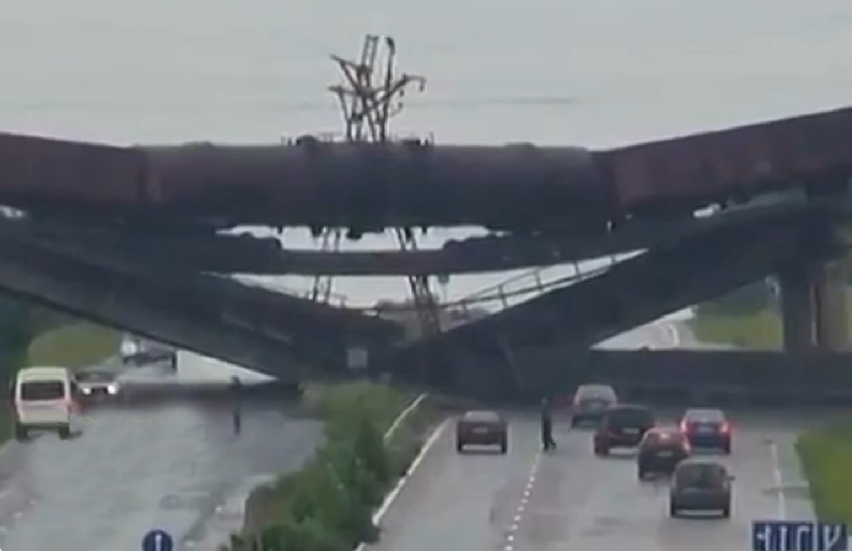
Dombás, el 25 de julio.

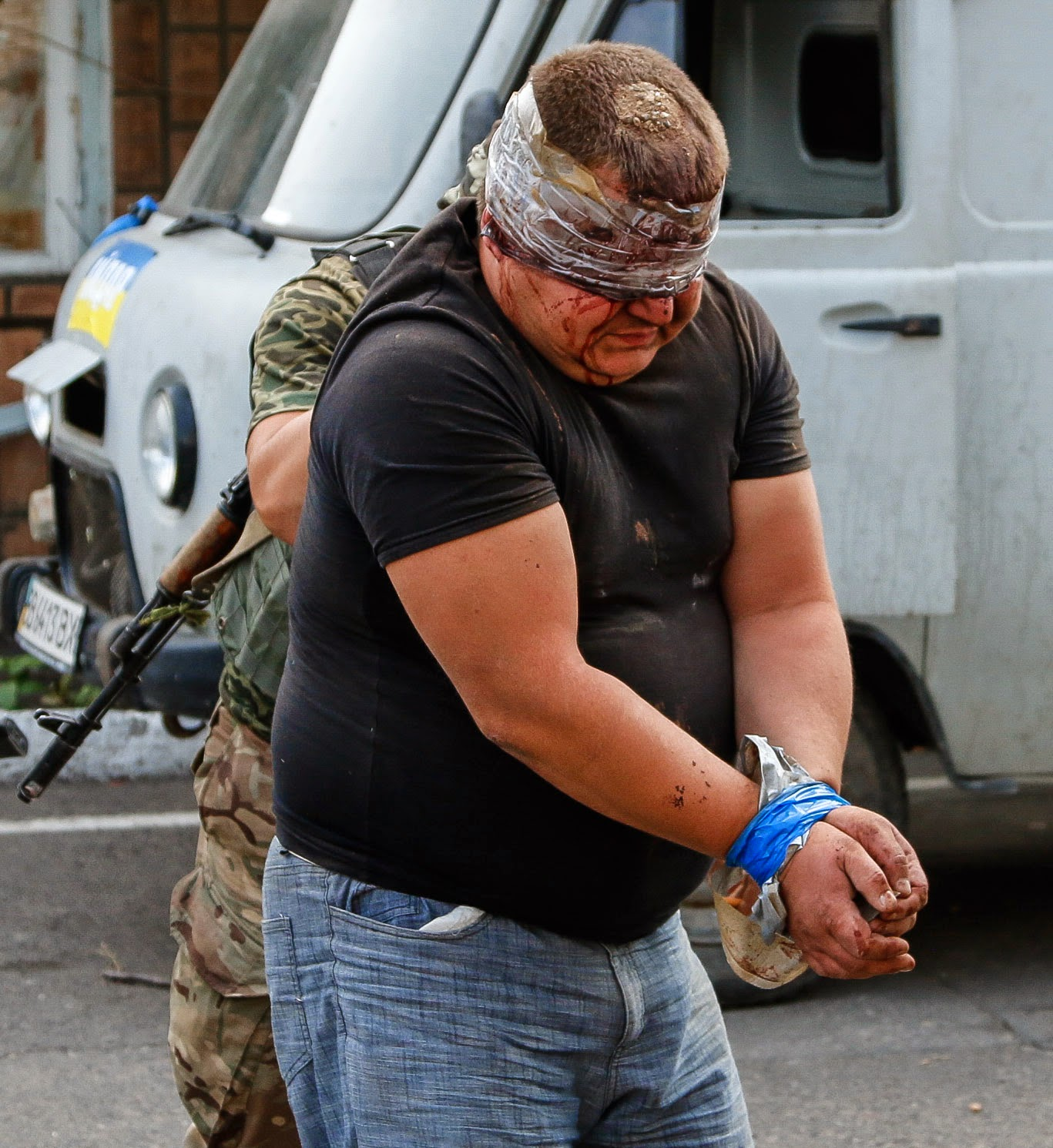
Proseparatista detenido por soldados ucranianos, 30 de julio.

El 18 de julio, un bombardeo de la artillería ucraniana mató a al menos 30 civiles en Lugansk. El día siguiente, la artillería ucraniana mató a 19 civiles en Lugansk, según las autoridades municipales. El 20 de julio, Lugansk volvió a ser bombardeada y quedó sin suministro de electricidad.
Desde la madrugada del 21 de julio, las fuerzas armadas ucranianas lanzaron una ofensiva general contra Donetsk; fue bombardeada la estación de ferrocarril, un puente, un supermercado y varios edificios residenciales, mientras que las tropas avanzaron sobre las vías que conducen al aeropuerto y recapturaron las localidades de Soledar y Dzerzhinsk. Cerca de Lugansk las tropas ucranianas atacaron Severodonetsk, Lisichansk y Rubizhne y según las autodefensas de Lugansk, éstas derribaron un avión de combate Su-25 y destruyeron tres tanques. El 22 de julio, la artillería ucraniana mató a 3 civiles en Lugansk. El día siguiente, las tropas ucranianas ocuparon Severodonetsk, Lisichansk y Rubizhne, en la óblast de Lugansk y Kárlivka y otras dos localidades en la óblast de Donetsk; mientras que los milicianos separatistas atacaron 16 veces las posiciones y los puestos de control ucranianos y derribaron dos Su-25 cerca de la aldea de Dmítrivka.
El 25 de julio, disparos de mortero de las fuerzas ucranianas mataron a 15 civiles en Lugansk, según fuentes allegadas a los separatistas. El mismo día al oeste de la aldea Primiusski, óblast de Rostov, Rusia miembros del Comité de investigación de Rusia fueron atacados con mortero desde el territorio de Ucrania. No se produjeron heridos entre los investigadores, sin embargo seis viviendas de la zona resultaron dañadas, y una persona civil resultó herida leve. Además, los insurgentes denunciaron que durante la noche del 25 al 26 de julio las fuerzas ucranianas utilizaron bombas de fósforo blanco (prohibido por la Convención de Ginebra) en los alrededores de la estación Mandrýkino, cercana a Donetsk.
El 27 de julio, la artillería ucraniana realizó un ataque masivo de la ciudad de Górlivka. Por lo menos 13 civiles, incluyendo una niña de 1 año y otro niño, resultaron muertos. El mismo día en Avdíivka las fuerzas ucranianos mataron al menos 5 civiles. La guardia nacional entró en la localidad de Shajtarsk, donde se enfrentaron con las milicias separatistas. En Lugansk, los ataques de la artillería ucraniana causaron 5 muertos y 15 heridos, pero fue detenido el avance de las tropas ucranianas sobre la ciudad, Según las autodefensas de Lugansk, entre el 27 y el 28 de julio murieron en combate 23 soldados ucranianos del Batallón Aidar.
Las milicias separatistas la región de Donetsk retomaron el control de la mayoría de la ciudad de Shajtarsk el 30 de julio. Según un portavoz de los separatistas, durante los combates previos las milicias destruyeron 125 vehículos blindados ucranianos, entre ellos varios tanques de guerra. Mientras tanto, los combates se intensificaron en el entorno de Avdiivka; la artillería ucraniana atacó nuevamente la estación de tren y la sede de la administración de Donetsk y la ciudad de Górlovka y; además, continuaron fuertes bombardeos a Lugansk, afectando varios barrios y un ancianato.

### Agosto

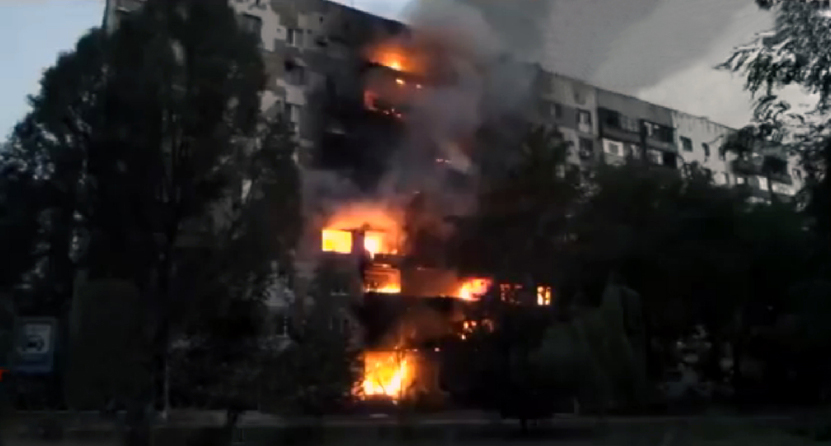
Shajtarsk, el 3 de agosto.

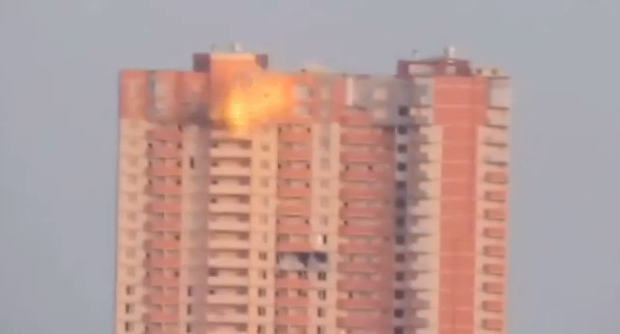
Lugansk, el 8 de agosto.

El 1 de agosto, tropas de la 25.ª Brigada Aerotransportada de Ucrania cayeron en una emboscada tendida por las milicias separatistas, cerca del estadio de Shajtarsk. Los muertos entre los militares ucranianos podrían ascender a 21; otro medio centenar ingresó en hospitales de Dnipropetrovsk. A su vez, según informó el presidente de Sector Derecho, Dmitro Yarosh, el cerco sobre Donetsk se estrechó aún más tras la captura de la localidad de Krasnogórivka por el Ejército ucraniano y milicias de Sector Derecho. El día siguiente, según uno de sus portavoces, las milicias de Donetsk derribaron un Su-25 de Ucrania, que cayó cerca de Yenákiievo. El 3 de agosto, las tropas ucranianas entraron en la ciudad de Yasynuvata, un importante cruce ferroviario, que tomaron, según información del Consejo de Seguridad Nacional y Defensa de Ucrania, que declaró que las tropas ucranianas tuvieron 5 muertos y 15 heridos.
El 4 de agosto, 438 soldados ucranianos, de los cuales 164 pertenecían a la Guardia de Frontera y 264 a la 72.ª Brigada Mecanizada de Ucrania que había sido cercada por las milicias separatistas cerca Sverdlovsk, cruzaron sin armas a territorio por el puesto fronterizo de Gúkovo; 180 regresaron después a Ucrania para intentar volver a casa, un militar gravemente herido fue conducido al hospital y el resto solicitaron refugio y fueron instalados y atendidos en un campamento en las cercanías; el día anterior otros 12 soldados de la misma Brigada ya habían solicitado asilo. También el 4 de agosto la agencia de prensa de las milicias separatistas informó que en Shajtarsk se rindieron 702 soldados ucranianos. El 5 de agosto,  grandes concentraciones de tropas de Ucrania desataron una ofensiva en regiones al oeste y sur de Donetsk que los insurgentes contuvieron, de modo que mantuvieron el control de la ciudad de Márinka al oeste; establecieron el control de la vecina Krasnogórivka y del cerro Saur-Mogila en el límite de los óblast de Donetsk y Lugansk con Rusia; lograron rechazar mientras los combates proseguían en los alrededores de Shajtarsk. Según el informe, al norte de Donetsk las milicias separatistas seguían controlando de Yasynuvata e infligieron «graves daños» a las tropas ucranianas en Debáltsevo, límites con el óblast de Lugansk. El día siguiente, un avión caza ucraniano MiG-29 fue derribado por los rebeldes separatistas cuando atacaba Yenákiievo. Según el mando ucraniano también fue derribado un helicóptero sanitario.
El 8 de agosto, la Guardia Nacional ucraniana entró en la ciudad de Krasnyi Luch y tomó la localidad de Vajrusheve. Según un resumen de prensa de los separatistas, el mismo día la artillería de las milicias separatistas destruyó una columna de militares ucranianos que se encontraba en Panteleimonivka. El día siguiente, las fuerzas armadas ucranianas lanzaron una ofensiva contra la ciudad de Ilovaisk, según un resumen de noticias de los separatistas las milicias destruyeron una columna y equipos ucranianos, pero los combates entre las tropas continuaron durante todo el día, al igual que en diversos puntos de la ciudad de Krasnyi Luch y la localidad de Miusynsk, mientras que la artillería ucraniana bombardeo nuevamente Donetsk. Las tropas ucranianas tomaron nuevamente la localidad de Diakove. El 10 de agosto, las fuerzas armadas ucranianas que desarrollan la ofensiva contra Donetsk y las milicias separatistas combatieron en Avdiivka, Piski, Miusynsk, Krasnyi Luch y en varios puntos a lo largo de la carretera Donetsk - Shajtarsk. Misiles cayeron en cuatro zonas residenciales de Donetsk. La aviación ucraniana bombardeó la ciudad de Antratsyt; mientras, las milicias separatistas tomaron una colina que estaba en poder del ejército ucraniano en Novogánivka y destruyeron un puesto de control ucraniano que estaba al oriente de Krasne.
Al norte de Donetsk, el 11 de agosto, tropas ucranianas tomaron la localidad de Krinitchne y entraron en las ciudades de Górlivka y Makiivka, mientras que al sureste de Donetsk, las milicias separatistas lograron conservar Ilovaisk y avanzaron hasta tomar la localidad de Grabske y enfrentar a las tropas ucranianas en Fédorivka. Los combates continuaron en las vías de acceso a Miusynsk y Krasnyi Luch. El 13 de agosto, se desataron grandes combates entre las tropas ucranianas y las autodefensas en Yenákiyeve. El mismo día la artillería ucraniana continuó el bombardeo de Donetsk y atacó una mina en Zugres, causando varias víctimas. El día siguiente, las milicias separatistas de Lugansk tomaron la ciudad de Zimogiria y Rodakove y las milicias de Donetsk tomaron dos aldeas del raión de Shajtarsk en las cercanía de la ciudad de Snizhne: Stepánivka  y Marínivka. También el 14 de agosto, tropas ucranianas tomaron Novosvitlivka, cortando la carretera que une a Lugansk con la frontera rusa. El mismo día continuaron los bombardeos de la artillería ucraniana contra Donetsk y uno de sus ataques mató al menos dos civiles en la Universidad Politécnica.

### Batallón Dombás
En julio de 2014, la unidad se transfirió al servicio civil y se reorganizó en un batallón de la Guardia Nacional de Ucrania (GNU), bajo el control del Ministerio del Interior de Ucrania. En ese momento, los combatientes de la subdivisión tenían el estatus de reservistas de la GNU. Legalmente, los líderes de GNU no tenían derecho de disponer del personal de la unidad al frente y de transportar armas. Sin embargo, durante la campaña de verano de 2014, el personal de la unidad no tuvo conocimiento de esto, lo que posteriormente permitió a las autoridades penales utilizar este delito para cometer represión contra voluntarios.
El 22 de julio de 2014, mediante las fuerzas del batallón Dombás la ciudad de Popasna de la provincia de Luhansk fue liberada de la ocupación rusa. El 24 de julio, el batallón Dombás junto con la 24.ª Brigada de las Fuerzas Armadas de Ucrania realizó un asalto a Lysychansk. Gracias a esta operación, la ciudad de Lysychansk de la provincia de Luhansk fue reconquistada. Después de la liberación de la ciudad, los mercenarios rusos dejaron un gran almacén de armas en la fábrica de vidrio de Lysychansk. Así mismo, se encontró una gran cantidad de ayuda humanitaria y alcohol. También durante el asalto del 20 de julio, 23 mercenarios con ciudadanía rusa fueron capturados. Algunos de ellos eran de la nacionalidad chechena. Otros 5 mercenarios rusos fueron capturados el 21 de julio, incluidos ciudadanos rusos e israelíes”.
El 10 de agosto de 2014, el batallón Dombás participó en el primer asalto de Ilovaisk. El objetivo principal consistió en la reconquista de la ciudad, destrucción de las zonas de fortalecimiento y los puntos de control y expulsión de los mercenarios rusos de la ciudad. Aunque el batallón Dombás cumplió con sus objetivos, el plan de reconquistar de la ciudad de los mercenarios rusos fracasó debido al incumplimiento de la tarea militar por las unidades adyacentes, lo que provocó el asalto y el ejército sufrió pérdidas, por lo tanto, para evitar nuevas pérdidas, las fuerzas de la operación antiterrorista se apartaron de las posiciones anteriores. En el curso de la lucha, fallecieron cuatro combatientes del batallón Dombás.
Del equipamiento prometido a batallón Dombás, solo se le facilitó un vehículo de combate de infantería, y en el balance general del batallón se encontraba el camión KRAZ blindado por los voluntarios. Entre otros "equipos especiales" había dos carros recolectores, que los combatientes de Dombás adquirieron de los mercenarios rusos en los primeros minutos de la batalla. En consecuencia de la operación, los batallones voluntarios acusaron al Ministerio de defensa de Ucrania en falta de apoyo necesario en abastecimiento de armamento pesado.

## Contraofensiva separatista

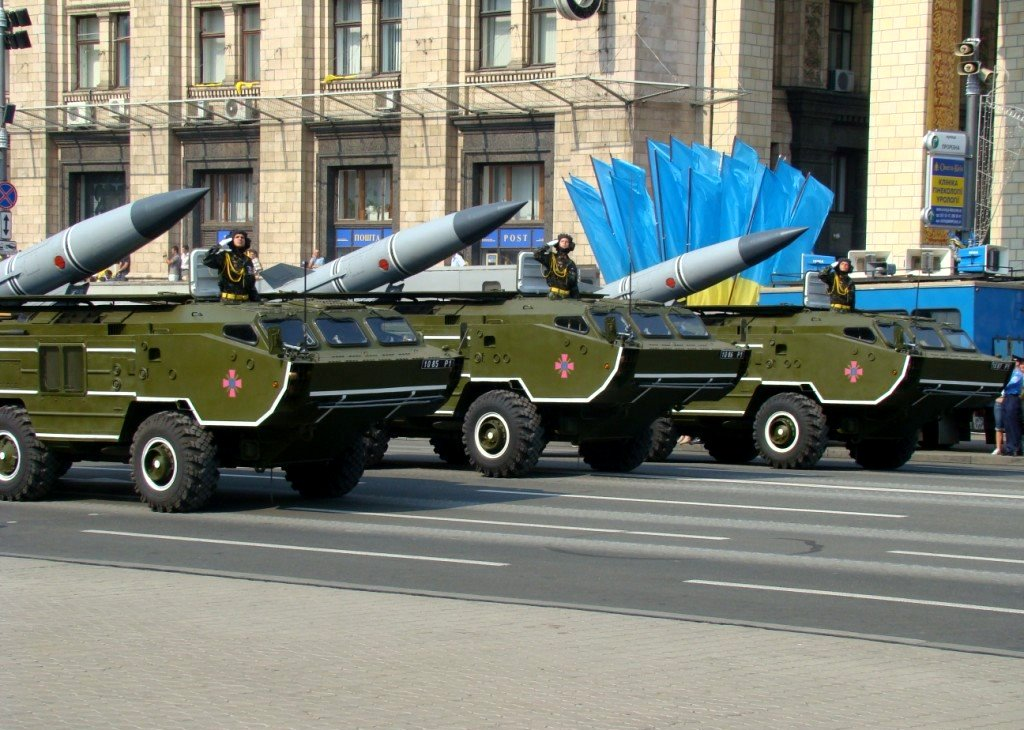
Misiles Tochka desfilan en Kiev en 2008.

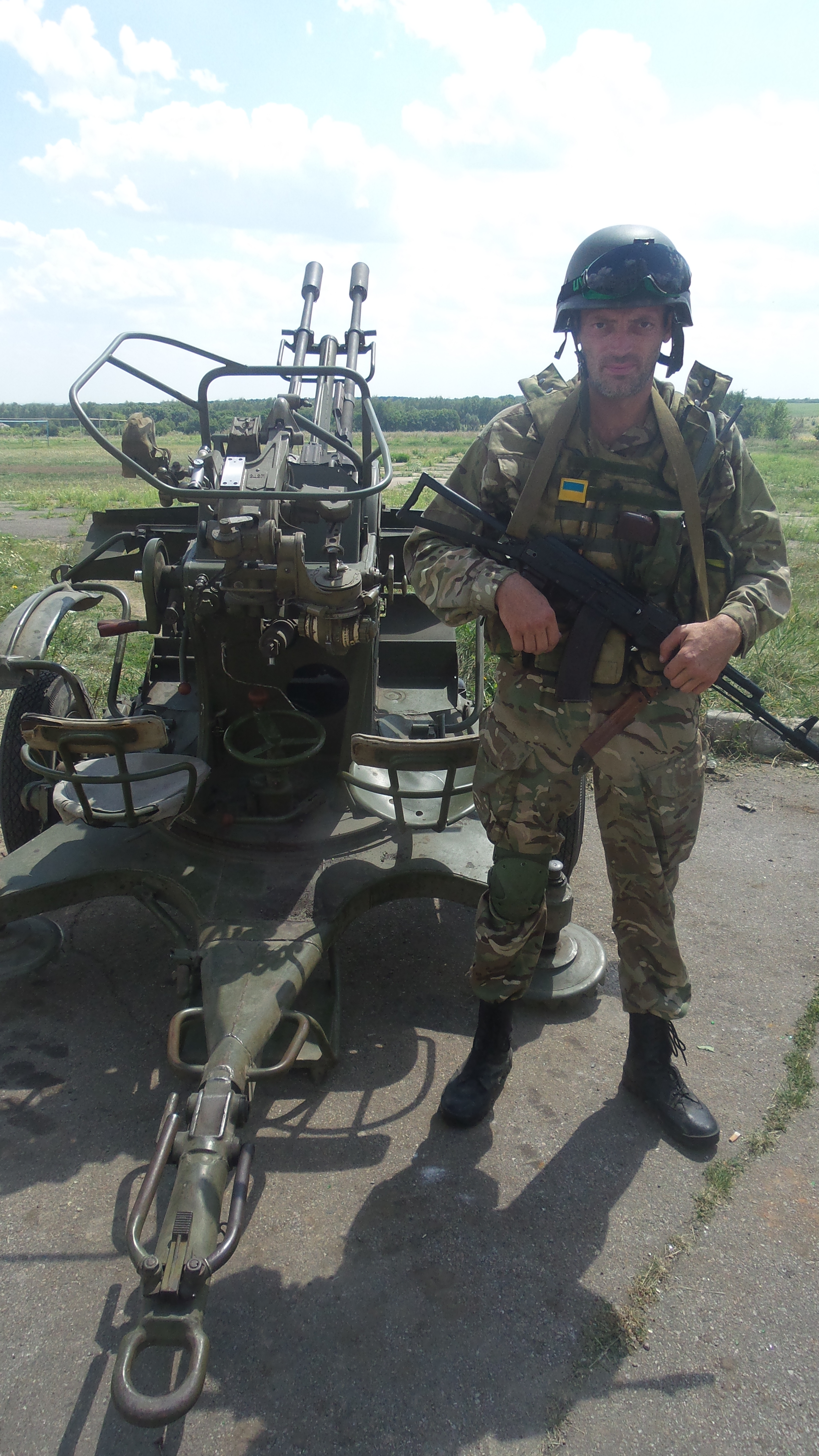
Batallón Donbás, Óblast de Lugansk.

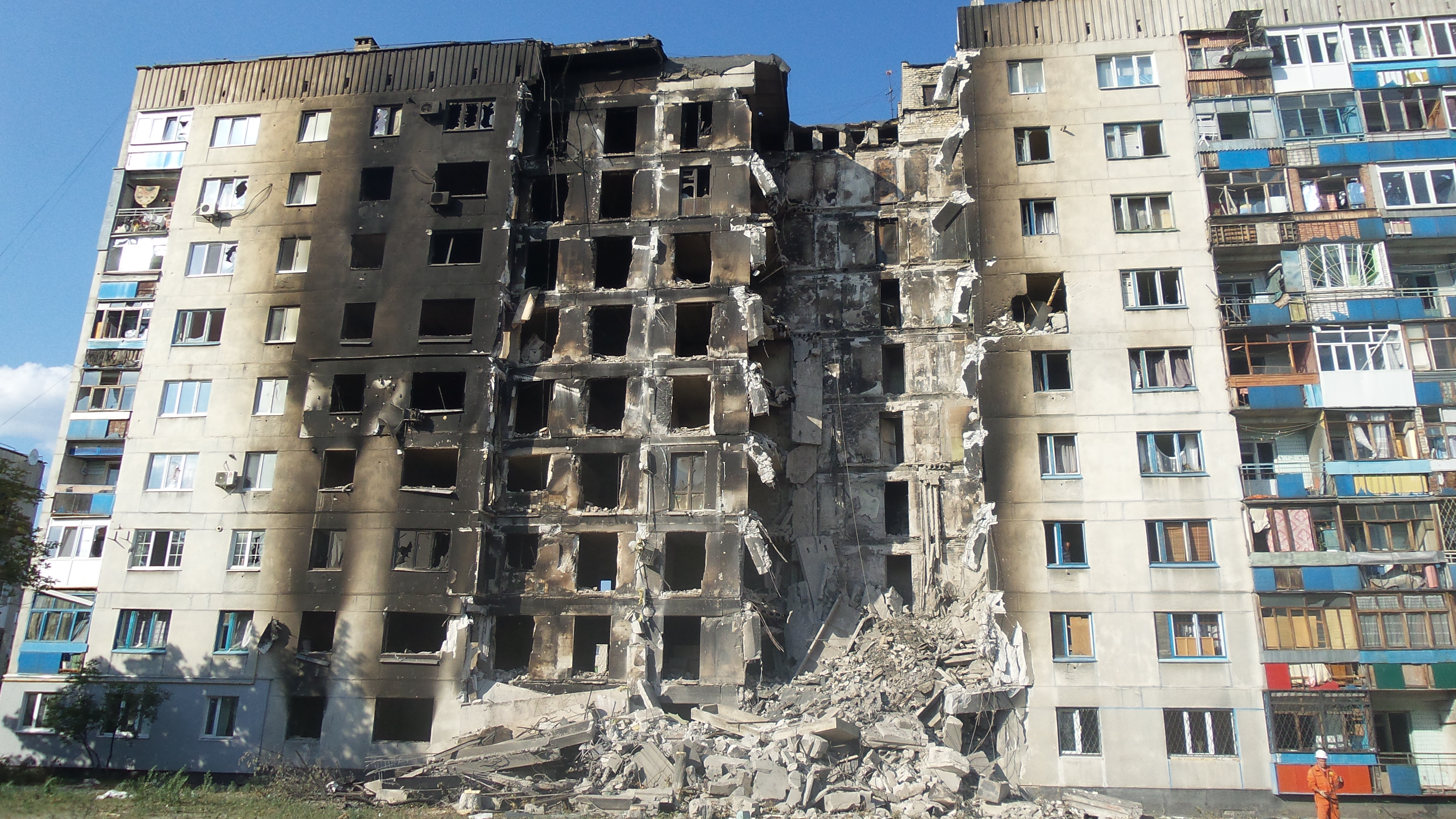
Lisichansk, el 4 de agosto de 2014.

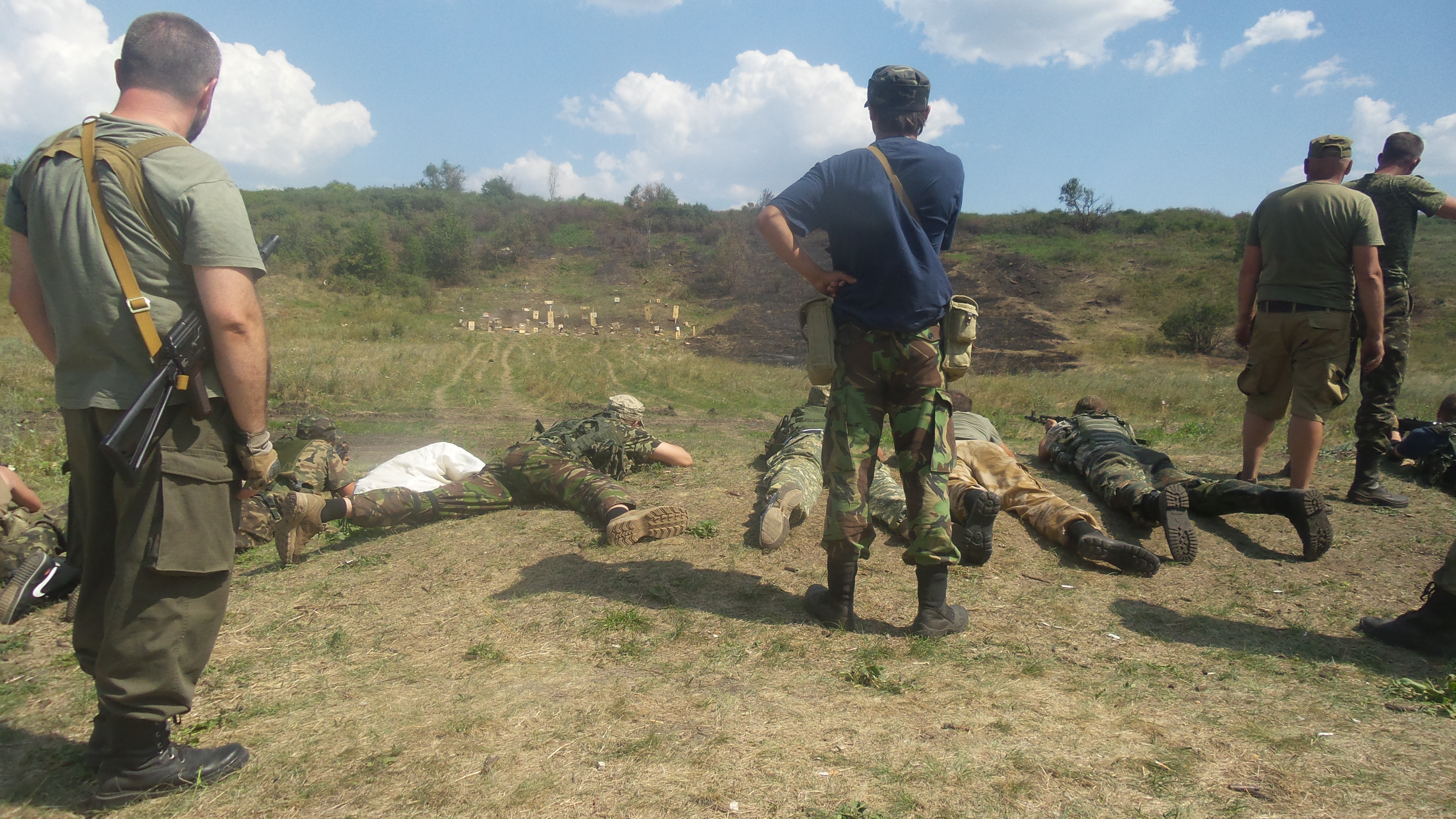
El batallón ucraniano de voluntarios "Aidar", Óblast de Lugansk.

El 15 de agosto, guerrilleros separatistas de la región de Lugansk emboscaron al Batallón Aydar en las cercanías de Krasna Tálivka, mataron a 22 de sus integrantes e hirieron a 36. El día siguiente, las milicias separatistas lograron controlar la ciudad de Miusynsk y capturaron allí a un número indeterminado de soldados del ejército ucraniano, después de destruir una batería lanzacohetes Grad y dos tanques ucranianos. El 16 de agosto fue derribado un MiG-29 ucraniano en la región de Lugansk y las autodefensas de Krasnodón derribaron también un avión Su-25, mientras Lugansk era atacada por la artillería ucraniana, lo que no impidió que las milicias de Donetsk tomaron la ciudad de Novoazovsk el 21 de agosto. El día siguiente, llegó a Lugansk el convoy de camiones con ayuda humanitaria que transitó la ruta europea E40 desde Kámensk-Shájtinski, totalmente controlada desde Izvárine por las milicias separatistas. Por otra parte, las Fuerzas Armadas de Ucrania destruyeron en las afueras de Snizhne (óblast de Donetsk) once lanzaderas de misiles Grad, tres tanques y cinco vehículos de combate de infantería". Los milicianos perdieron más de cien hombres. Mientras, agregó, continúan los combates en las cercanías de Donetsk, Lugansk, Ilovaisk, Yasynuvata, Shajtiorsk, Torez, Snizhne y Górlivka.
El 23 de agosto, las milicias de Donetsk entraron en la ciudad de Olénivka; además tomaron la aldea de Novoivánivka. Según los separatistas, sus milicias lanzaron una contraofensiva contra las tropas gubernamentales, durante la cual, en dos días habían conseguido capturar a las tropas ucraniana 4 sistemas de lanzamiento de cohetes Smerch, 12 lanzacohetes múltiples Grad, 17 tanques, más de 30 vehículos blindados y más de 50 vehículos, y habían logrado ocupar a siete localidades y rodear a cuatro brigadas del Ejército ucraniano y tres batallones de la Guardia Nacional. El 25 de agosto, las miliciasinformaron de haber cercado a un tercer grupo del ejército ucraniano, cerca de Donetsk. Las tropas cercadas contaban con más de 40 tanques, un centenar de vehículos blindados, unas 50 lanzaderas múltiples Grad y Uragán y más de 60 piezas de artillería. También el mismo día, los independentistas tomaron el control sobre tres localidades en la región –Luganskoe, Svetloe y Dolia– y destruyeron 8 tanques, 19 vehículos blindados y una batería de morteros; además, destruyeron en las afueras de Kutéinikovo 5 lanzaderas Grad, así como 28 vehículos blindados cerca de Ilovaisk, 4 vehículos de combate de infantería y 14 automóviles militares en los aledaños de Mnogopolye y 8 camiones con munición cerca de Novoivánivka. Las bajas de los batallones ucranianos Dnepr, Aidar y Shajtiorsk alcanzaron 107 militares muertos y 75 heridos. También el 25 de agosto los separatistas lograron el pleno control las ciudades costeras de Novoazovsk y Sedove, sobre el mar de Azov. La ofensiva continuó en otras direcciones y desde otros puntos. Las milicias de la región de Lugansk tomaron las localidades de Borivske, Bila Gora y Rodakove y comenzaron un ataque contra las ciudades Severodonetsk, Lisichansk y Debáltsevo. El mismo día se registraron fuertes combates en las cercanías del monasterio de San Nicolás Basilio en el raión de Volnovaja.
Las milicias separatistas de Donetsk declararon haber asumido el pleno control del cerro de Saur Mogila el 26 de agosto. Cerca de Krasna Talivka murieron en combate 54 miembros de la Guardia Nacional ucraniana y otros 42 militares ucranianos fueron tomados prisioneros cerca de Olevsandrivka. Por su parte, el mando ucraniano informó que sus tropas lograron controlar la localidad de Olenivka y destruir un lanzacohetes Grad, 7 tanques y otros equipos de los separatistas. También el 26 de agosto, las milicias tomaron bajo su control la ciudad de Starobésheve, así como los alrededores de la ciudad de Ilovaisk, la cual ya controlaban. Durante las hostilidades en la región murió el comandante del batallón ucraniano Jersón, Ruslán Storchius. El mismo día fueron liberados los periodistas Maxim Vasilenko, de la Agencia France Press y Rossiya Segodnya (Ria-Novosti) y Evguenia Koroliova, del Krimski Telegraf, quienes habían sido retenidos por militantes del grupo ultranacionalista ucraniano Sector Derecho cuando regresaban de Donetsk a Crimea.
El 27 de agosto, los milicianos informaron que el ejército de la República Popular de Donetsk (RPD) había obligado a los batallones Donbás y Azov a abandonar el depósito de trenes en las afueras de la ciudad de Ilovaisk, que estaba bajo su control. Al anochecer una avanzadilla de tanques de RPD entró en Novoazovsk, un localidad estratégica del sur de la región de Donetsk. En la mañana casi todos los militares ucranianos ya habían abandonado Novoazovsk, capital comarcal situada en la costa del mar de Azov. El día siguiente, las milicias separatistas de la región de Lugansk tomaron y asumieron el control de las ciudades de Holubivka y Slovianoserbsk y de la localidad de Krimske. Las milicias de la región de Donetsk avanzaron desde el raión de Telmanove hacia el suroeste del óblast, tomando varias localidades de los raiones de Volodarske y Pershotravnevyi, como Starchenkove, Respúblika, Zeleny Yar, Boiove, Malínivka, Demyánivka, Starodúbivka y Osipenko, llegando hasta Chervone Pole, en el óblast de Zaporiyia. El mismo día la ciudad de Donetsk fue sometida a un intenso y extenso bombardeo de la artillería ucraniana que mató a 15 civiles. También el 28 de agosto, 62 soldados de las tropas del ministerio del Interior de Ucrania que estaban cercados dejaron sus armas y pasaron la frontera a la aldea rusa de Shramko.
Continuaron los bombardeos del ejército ucraniano sobre Donetsk y el 29 de agosto los milicianos derribaron 4 aviones de ataque a tierra Su-25, dos de ellos sobre Donetsk, uno en Voikovo y otro en Merezhki, y destruyeron 20 unidades de blindados y unidades de transporte de la Guardia Nacional. La artillería de las milicias de Donetsk atacó las posiciones ucranianas en Zhdanivka, destruyendo un tanque de guerra y varios vehículos ucranianos. Las milicias de Lugansk lograron el completo control de las localidades de Novosvitlivka y Jriashuvate, y se enfrentaron las tropas ucranianas en Metalist. El día siguiente, estas milicias tomaron las localidades de Oríjivka, Sholkovaia y Protoka. El día siguiente, las autodefensas de Donetsk lograron avanzar hacia el norte y cerrar completamente el cerco a las tropas ucranianas acantonadas en el aeropuerto de la ciudad. También el 31 de agosto, las autodefensas de Lugansk tomaron el aeropuerto de esa ciudad, así como la localidad de Georgiivka.